# جامعة لوفبرا
جامعة لوفبرا (يُشار إليها بالاختصار Lough أو Lboro) هي جامعة أبحاث عامة في مدينة السوق لوبورو، ليسيسترشاير، في شرق ميدلاندز بإنجلترا. يعود تاريخ إنشائها كمؤسسة تقنية إلى العام 1909، بهدف تعليم المهارات اللازمة والمعارف الضرورية لتساعد في التطبيقات العملية على مجال واسع على مستوى العالم، وأصبحت هذه المؤسسة جامعة في العام 1966 وهي حالياً أحد الجامعات الأعضاء في مجموعة 1994.

## التاريخ
تعود جذور الجامعة إلى عام 1909 عندما تأسس معهد تقني في وسط المدينة. تبع ذلك فترة من التوسع السريع تم خلالها تغيير اسم المعهد إلى كلية لوفبرا وبدأ تطوير الحرم الجامعي الحالي.
في السنوات الأولى، بُذلت الجهود لتقليد بيئة كلية أوكسبريدج (على سبيل المثال مطالبة الطلاب بارتداء عباءات للمحاضرات) مع الحفاظ على توازن عملي قوي للتعلم الأكاديمي. خلال الحرب العالمية الأولى، كان المعهد بمثابة «مصنع تعليمي»، لتدريب العاملين في صناعة الذخائر.

## الحرم الجامعي

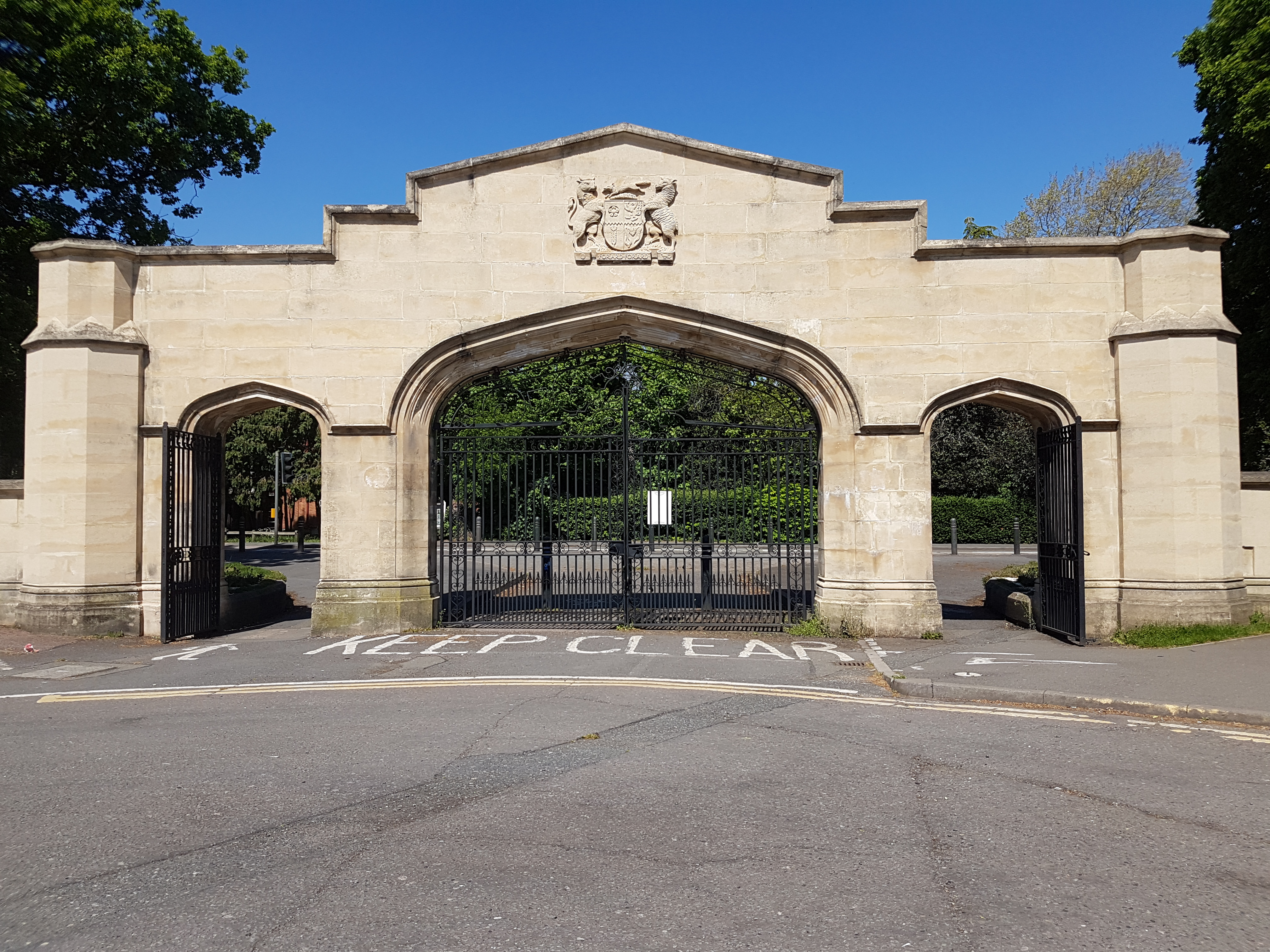
بوابات باسترد

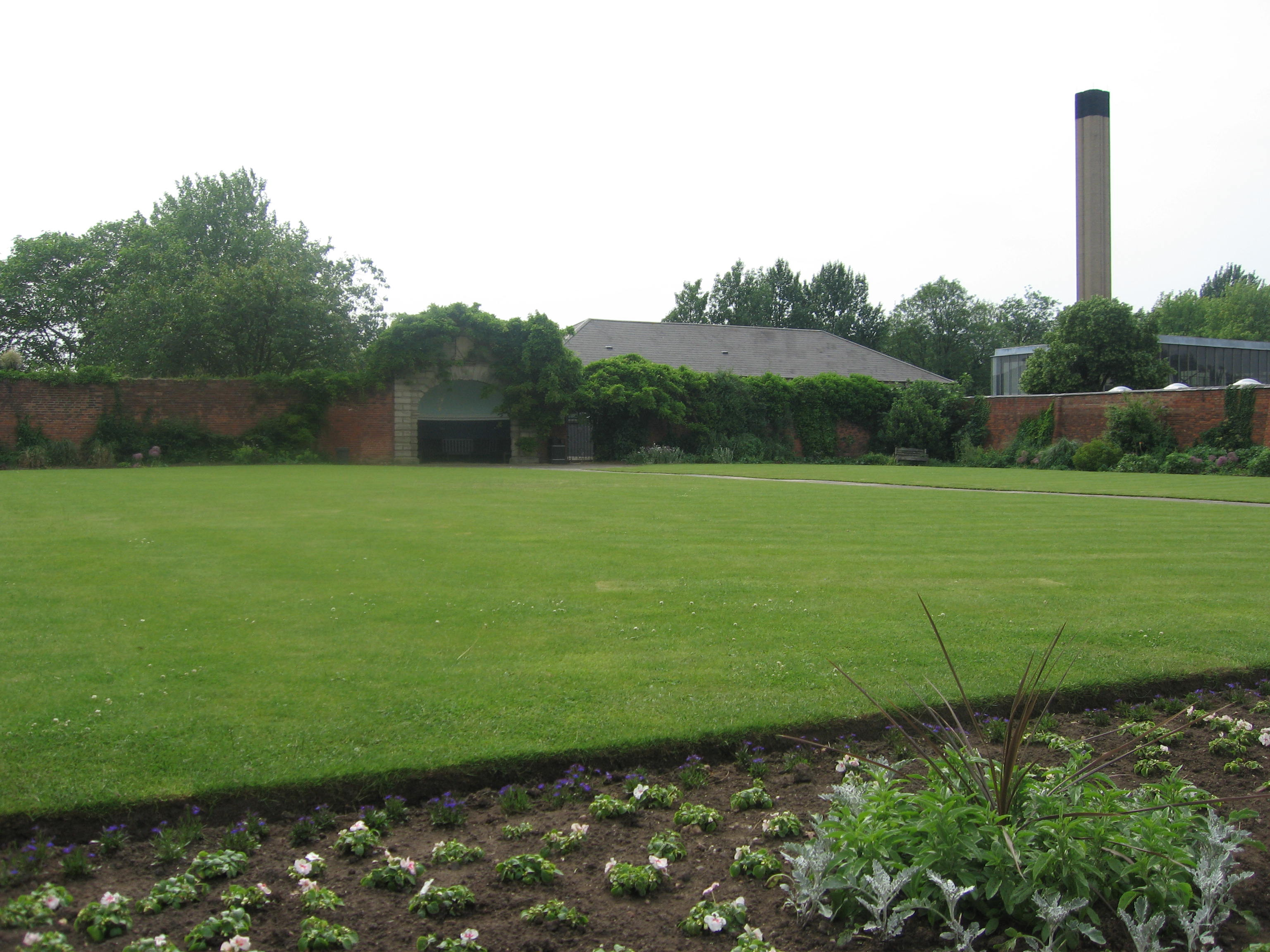
حديقة مسورة

يقع الحرم الجامعي الرئيسي للجامعة في مدينة ليسيسترشاير في لوفبرا. يغطي حرم لوفبرا مساحة 438 أكر (1.77 كـم2)، وتضم أقسامًا أكاديمية وقاعات سكن واتحاد طلابي وصالتين رياضيتين وحدائق وملاعب.
تحظى الحديقة المسورة، و «حديقة التذكر»، وفناء نافورة هازليريج روتلاند باهتمام خاص، وبوابات باسترد.
في المربع المركزي للحرم الجامعي، يوجد أرز مشهور ظهر غالبًا كرمز للجامعة. لسوء الحظ، أدى تساقط الثلوج بكثافة في ديسمبر 1990 إلى انهيار المظلة العلوية التي أعطت الشجرة شكلها المميز. 

### المكتبة

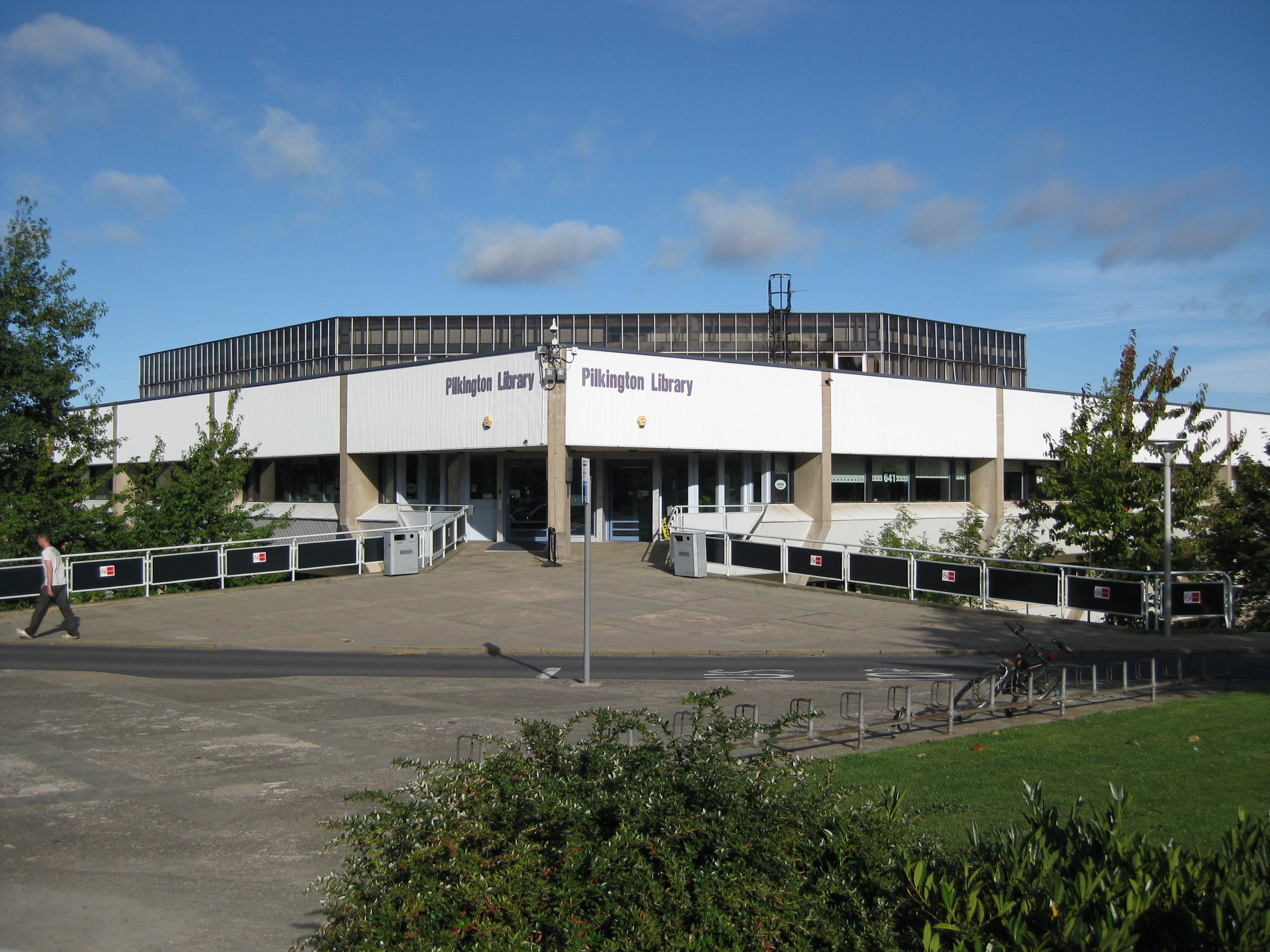
مكتبة بيلكنجتون

افتتحت مكتبة بيلكنجتون عام 1980. وهي تغطي 9,161 مترًا مربعًا على أربعة طوابق مع 1375 مكانًا للدراسة. للمكتبة تاريخ في إجراء البحوث في مجال عمل المكتبات والمعلومات. توجد منطقة مفتوحة حيث يُسمح للطلاب بتناول الأطعمة والمشروبات الباردة بالإضافة إلى المشاركة في مناقشات جماعية.

### جامعة لوفبرا بلندن
تقع جامعة لوفبرا بلندن في حديقة الملكة إليزابيث الأولمبية، التي تغطي 560 فدانًا، مع 6.5 كم من الممرات المائية و 4300 شجرة جديدة. يقع الحرم الجامعي على مقربة من روابط النقل الرئيسية ويقوم بتدريس درجات الدراسات العليا فقط، حيث يقوم بتدريس مجموعة واسعة من درجات الماجستير التي تقدمها الجامعة.[بحاجة لمصدر]

### فندق ومركز مؤتمرات محكمة بيرلي
مركز مؤتمرات وفندق محكمة بيرلي هو فندق من فئة الأربع نجوم ومركز مؤتمرات في الحرم الجامعي يحتوي على 225 غرفة نوم ويضم مركز بيرلي سبرينغز للترفيه والعلاج، ومنتجع صحي ومرفق ترفيه.

### مركز مؤتمرات هوليويل بارك
مركز مؤتمرات هوليويل بارك هو مكان للمؤتمرات والاجتماعات يقع في الحرم الجامعي. تم استخدامه كموقع لتجهيز فريق GB قبل دورة الألعاب الأولمبية الصيفية لعام 2012.

### فندق ومركز النخبة الرياضي
مركز رياضي النخبة والفندق هو قاعدة تدريب وفندق لنخبة الرياضيين افتتح في نوفمبر 2018

### استاد الجامعة

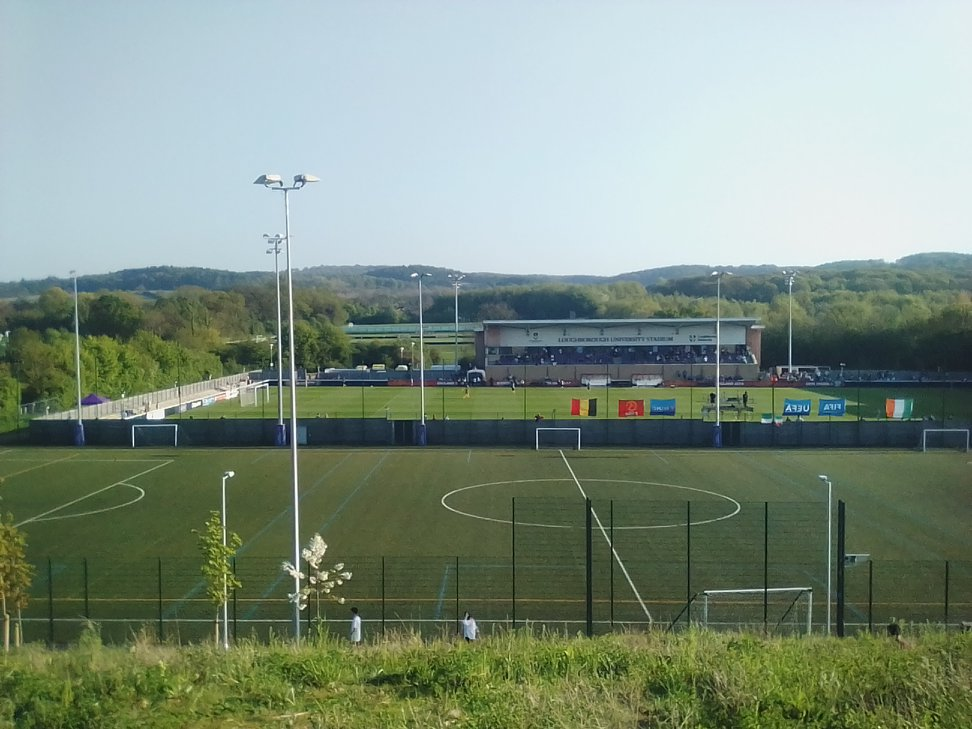
ملعب الجامعة عام 2018

تم افتتاح الملعب الذي تبلغ تكلفته 4 ملايين جنيه إسترليني لفرق الرغبي وكرة القدم الأولى بالجامعة في عام 2012 وتبلغ سعته 3000 كرسي. فهي موطن لفريق الجامعة لكرة القدم الذين يعدون أحد الفرق الجامعية القليلة التي تلعب في نظام الدوري الإنجليزي لكرة القدم، والتي تتنافس حاليًا في دوري كرة القدم ميدلاند. يحتوي الاستاد على العديد من الميزات التي لا توجد عادة في هذا المستوى من كرة القدم بما في ذلك لوحة النتائج الرقمية ومرافق المؤتمرات و 14 غرفة لتغيير الملابس. في عام 2018، استضافت أربع مباريات في مراحل المجموعات من بطولة أوروبا تحت 17 عامًا.

## الحياة الطلابية

### اتحاد الطلبة
يقع مبنى الاتحاد في الركن الشمالي الشرقي من الحرم الجامعي، ويقدم مجموعة من المرافق للنوادي والجمعيات، وتجارة التجزئة، والترفيه وغيرها من الأنشطة. يحتوي الاتحاد على خمس غرف. حصل اتحاد طلاب لوبورو (LSU) على جائزة الخبرة الدولية لعام 2011 من قبل الاتحاد الوطني للطلاب (NUS).

### قاعات الطلاب
اعتبارًا من عام 2016، هناك ما مجموعه 17 قاعة سكنية، تم تسمية العديد منها على اسم علماء ومهندسين مشهورين. القاعات كالتالي:
| اسم                          | الموقع             | مفتوح ل                         | حالة تقديم الطعام                   |
| ---------------------------- | ------------------ | ------------------------------- | ----------------------------------- |
| روبرت باكويل                 | حديقة القرية       | الجامعيين فقط                   | الاعتماد على النفس في تجهيز الوجبات |
| محكمة بتلر (مع كتلة)         | ايست بارك          | الجامعيين فقط                   | الاعتماد على النفس في تجهيز الوجبات |
| كايلي                        | حديقة القرية       | الجامعيين فقط                   | تهتم                                |
| كلوديا بارسونز               | حديقة القرية       | الجامعيين فقط                   | الاعتماد على النفس في تجهيز الوجبات |
| ديفيد كوليت                  | ويست بارك          | الجامعيين فقط                   | تهتم                                |
| فولكنر إيجينغتون             | سنترال بارك        | الجامعيين وطلاب الدراسات العليا | الاعتماد على النفس في تجهيز الوجبات |
| فاراداي                      | حديقة القرية       | الجامعيين فقط                   | تهتم                                |
| محكمة الغابة                 | خارج الحرم الجامعي | طلاب الدراسات العليا فقط        | الاعتماد على النفس في تجهيز الوجبات |
| قاعة هاري الفرنسية التاريخية | خارج الحرم الجامعي | الجامعيين وطلاب الدراسات العليا | الاعتماد على النفس في تجهيز الوجبات |
| هازليريج روتلاند             | حديقة القرية       | الجامعيين فقط                   | الاعتماد على النفس في تجهيز الوجبات |
| هولت                         | خارج الحرم الجامعي | الجامعيين فقط                   | الاعتماد على النفس في تجهيز الوجبات |
| وليام موريس                  | خارج الحرم الجامعي | الجامعيين فقط                   | الاعتماد على النفس في تجهيز الوجبات |
| جون فيليبس                   | حديقة القرية       | طلاب الدراسات العليا فقط        | الاعتماد على النفس في تجهيز الوجبات |
| إلفين ريتشاردز               | حديقة القرية       | الجامعيين فقط                   | تهتم                                |
| رويس                         | حديقة القرية       | الجامعيين فقط                   | تهتم                                |
| رذرفورد                      | حديقة القرية       | الجامعيين فقط                   | تهتم                                |
| تيلفورد                      | حديقة القرية       | الجامعيين فقط                   | الاعتماد على النفس في تجهيز الوجبات |
| أبراج                        | ايست بارك          | الجامعيين فقط                   | تهتم                                |

ومن بين هؤلاء، هازليريج روتلاند وجون فيليبس وإلفين ريتشاردز وتيلفورد لها أسماء كانت تستخدم سابقًا لقاعات الإقامة التي تم تغيير الغرض منها أو إعادة تسميتها أو دمجها مع قاعات أخرى. في عام 2015، احتلت جامعة لوبورو المرتبة الأولى في المملكة المتحدة من حيث الإقامة على منصة مراجعة الجامعة StudentCrowd.

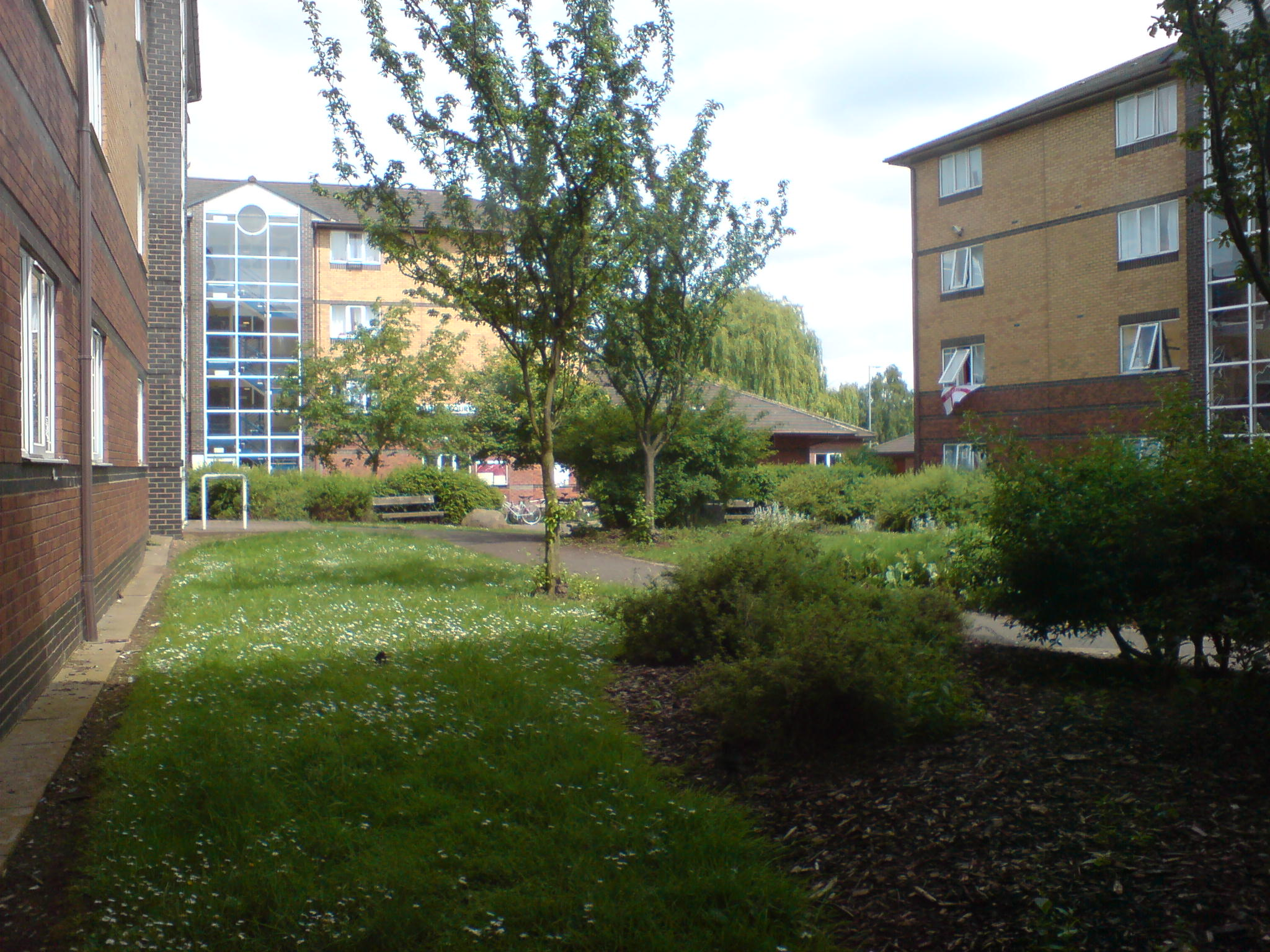
قاعة محكمة بتلر
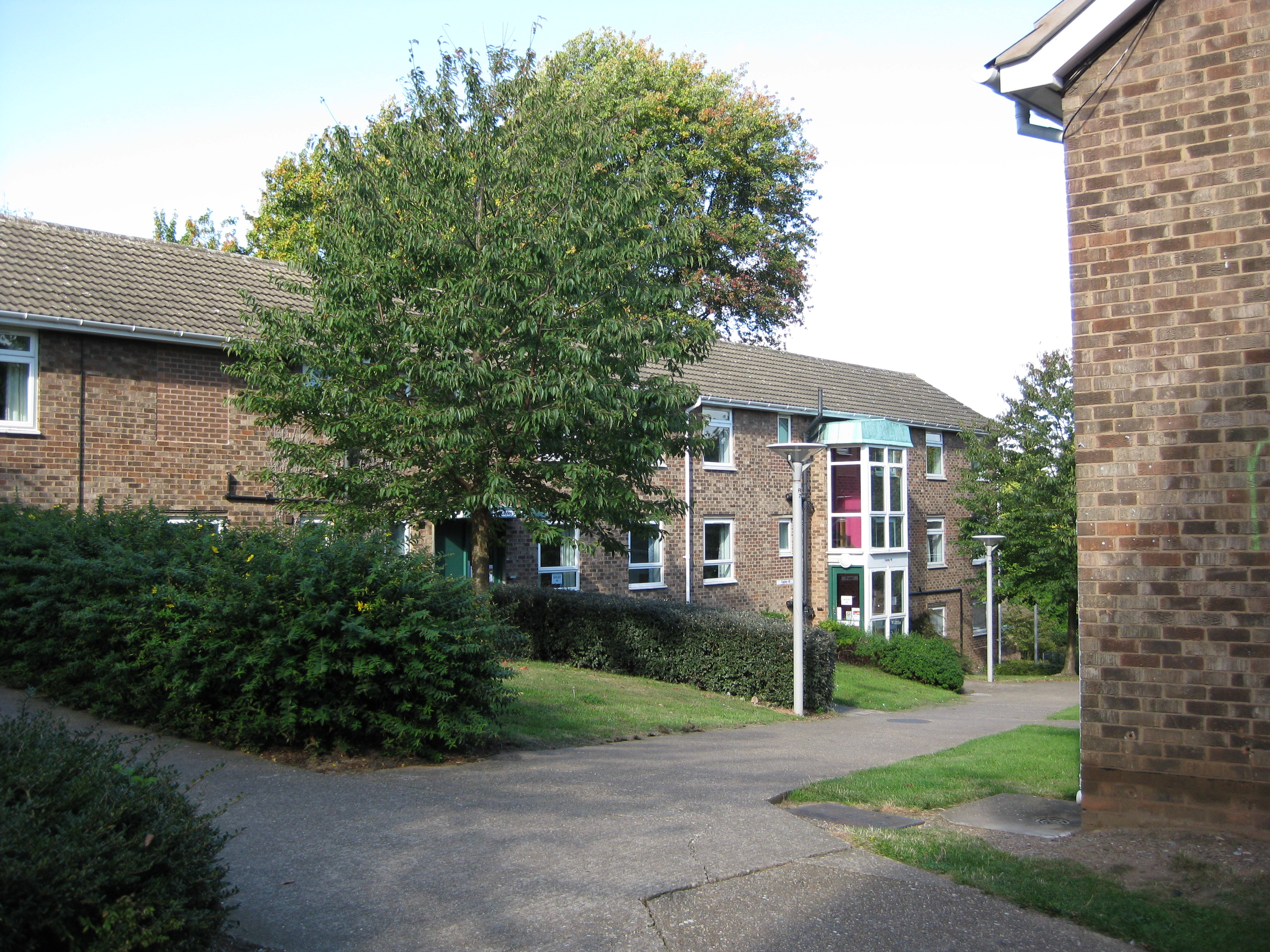
كايلي هول
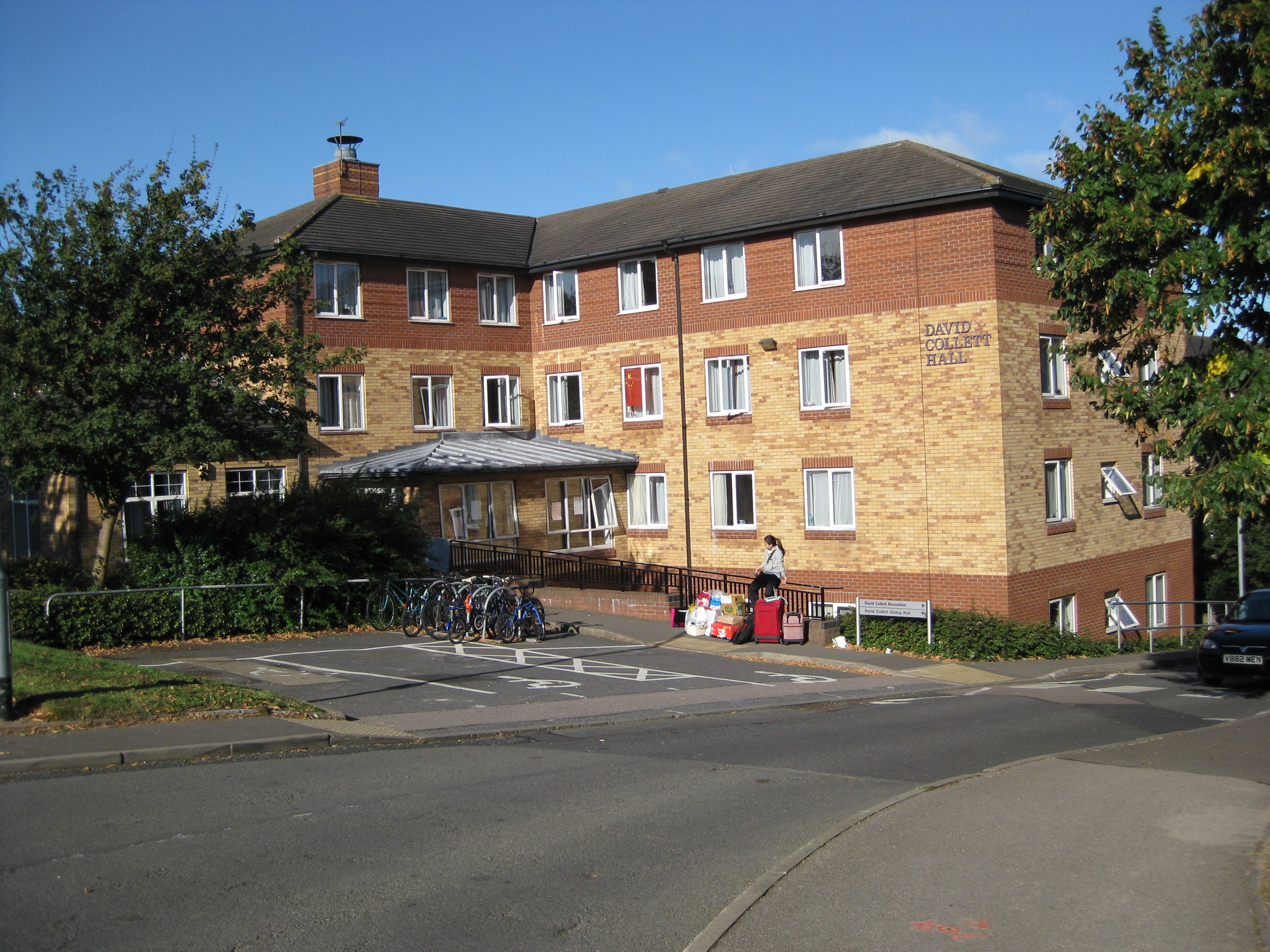
ديفيد كوليت هول
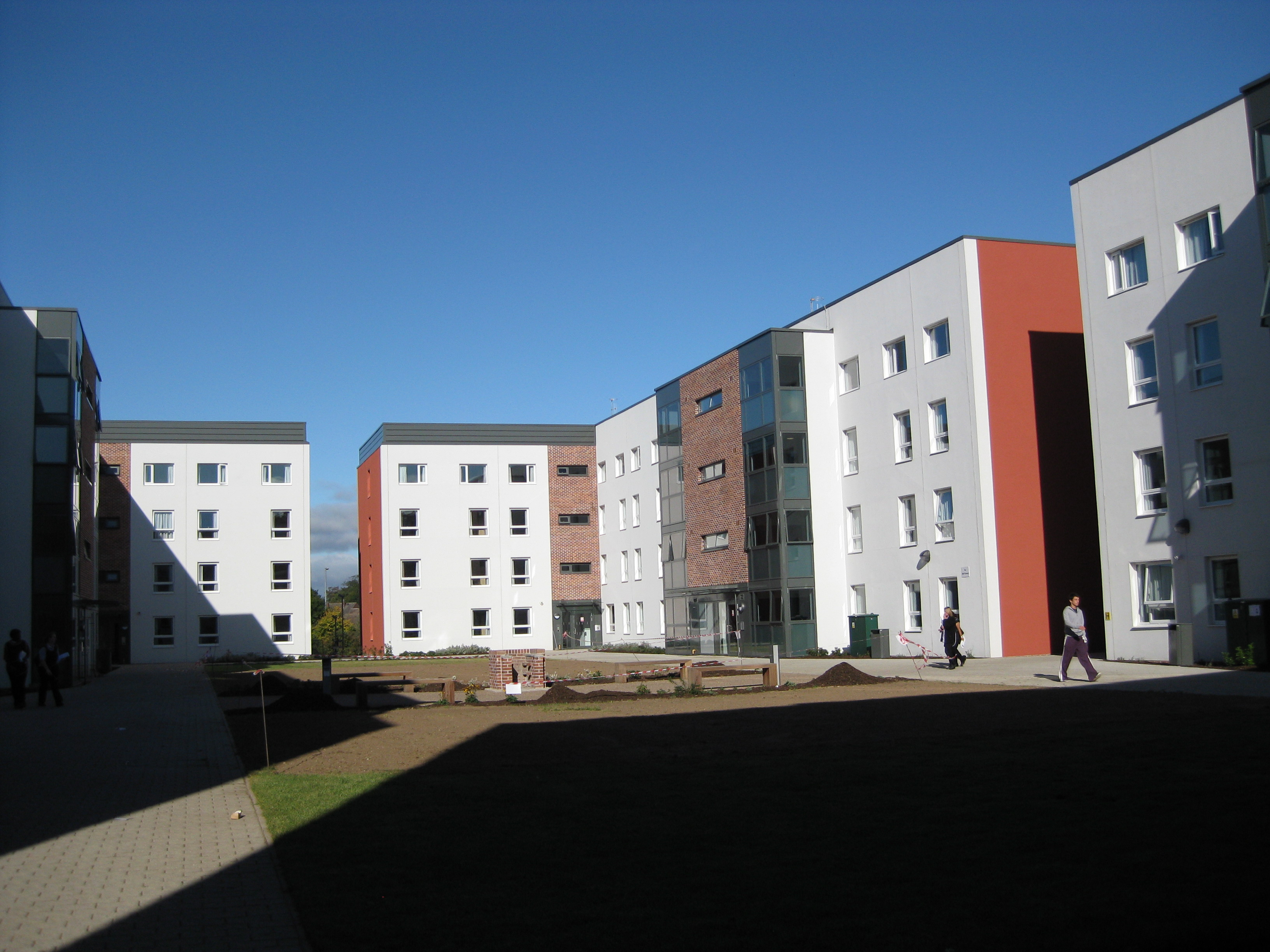
قاعة إلفين ريتشاردز
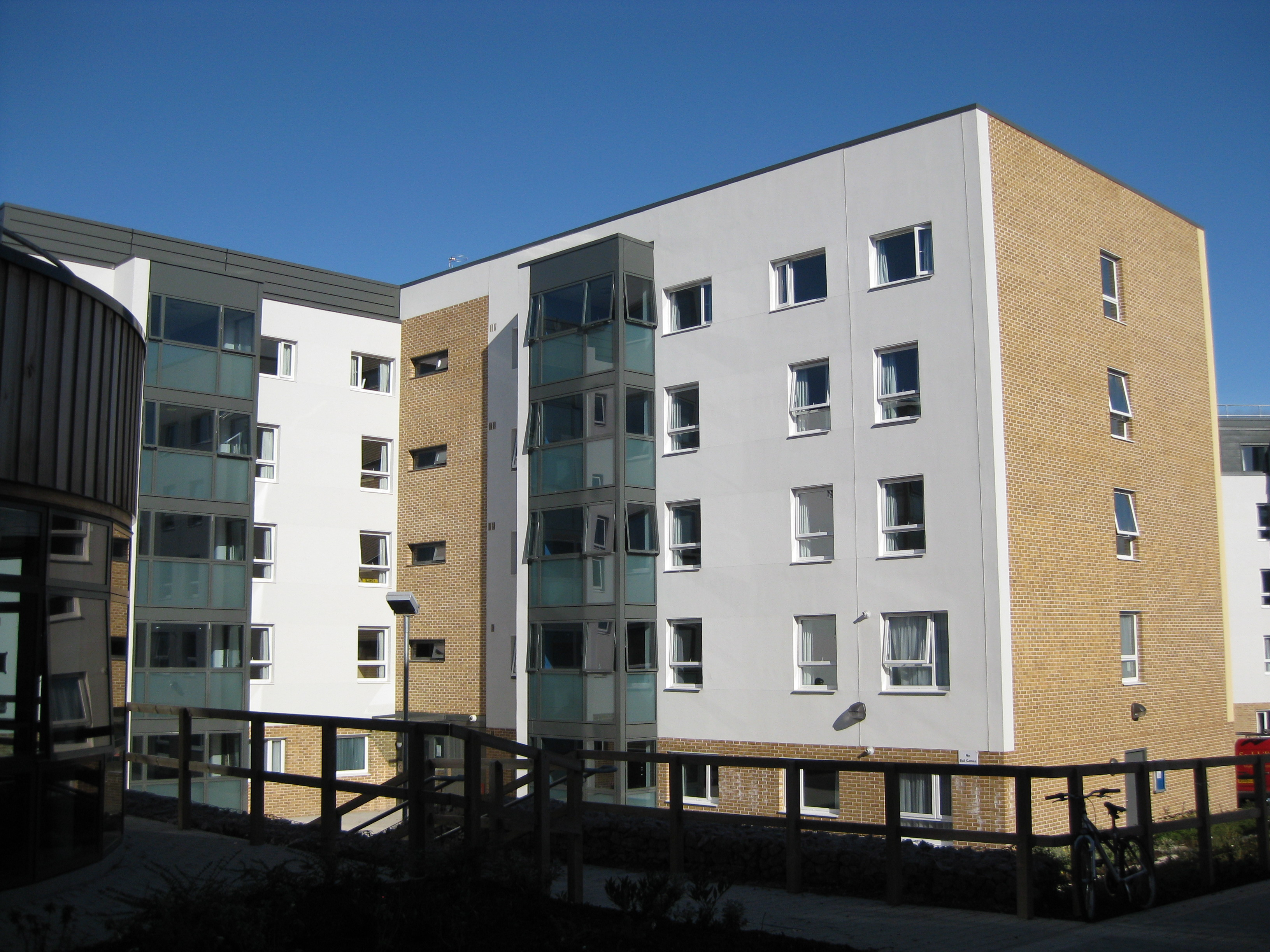
قاعة هازليريج روتلاند
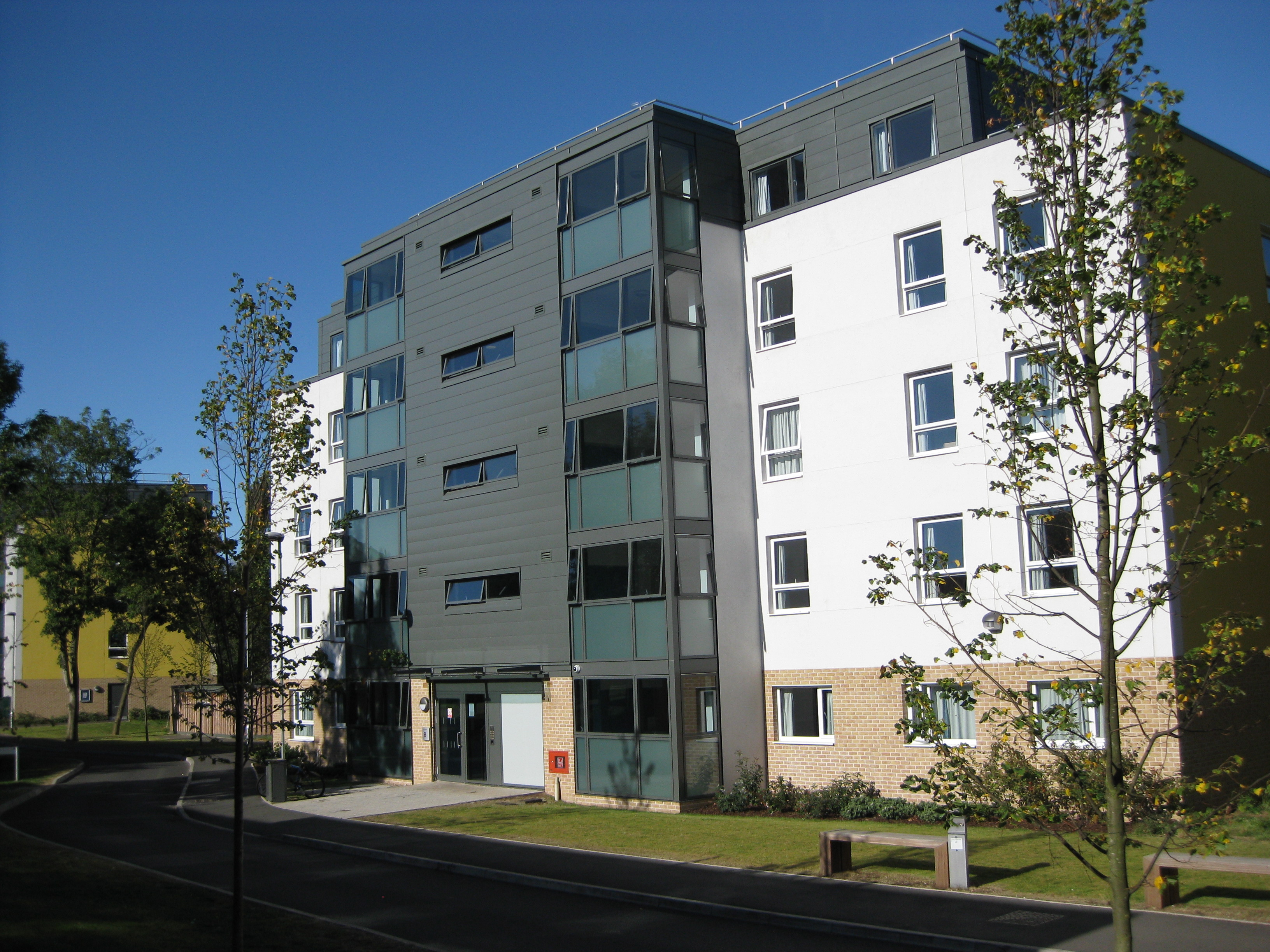
قاعة جون فيليبس
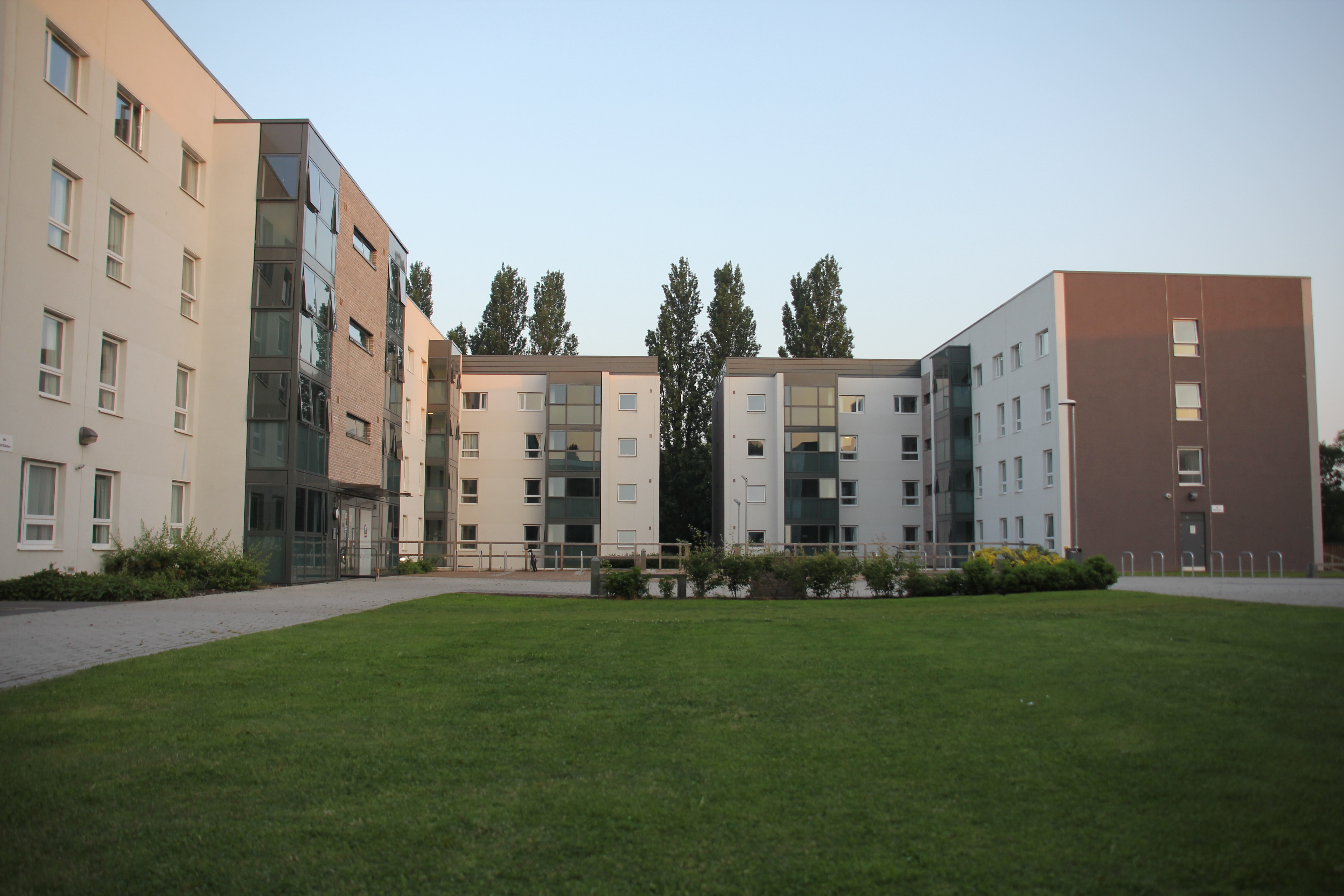
قاعة روبرت باكويل
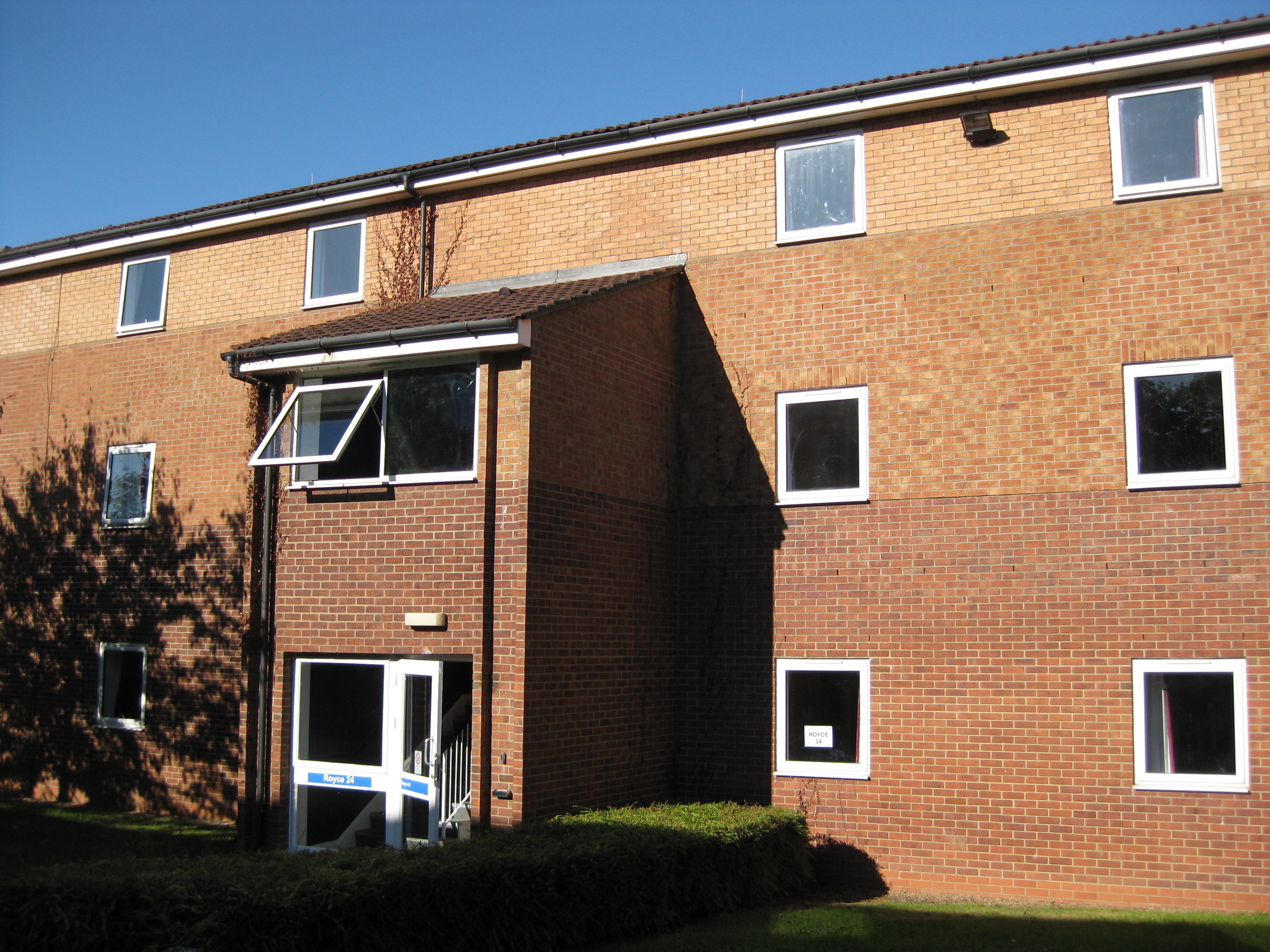
رويس هول
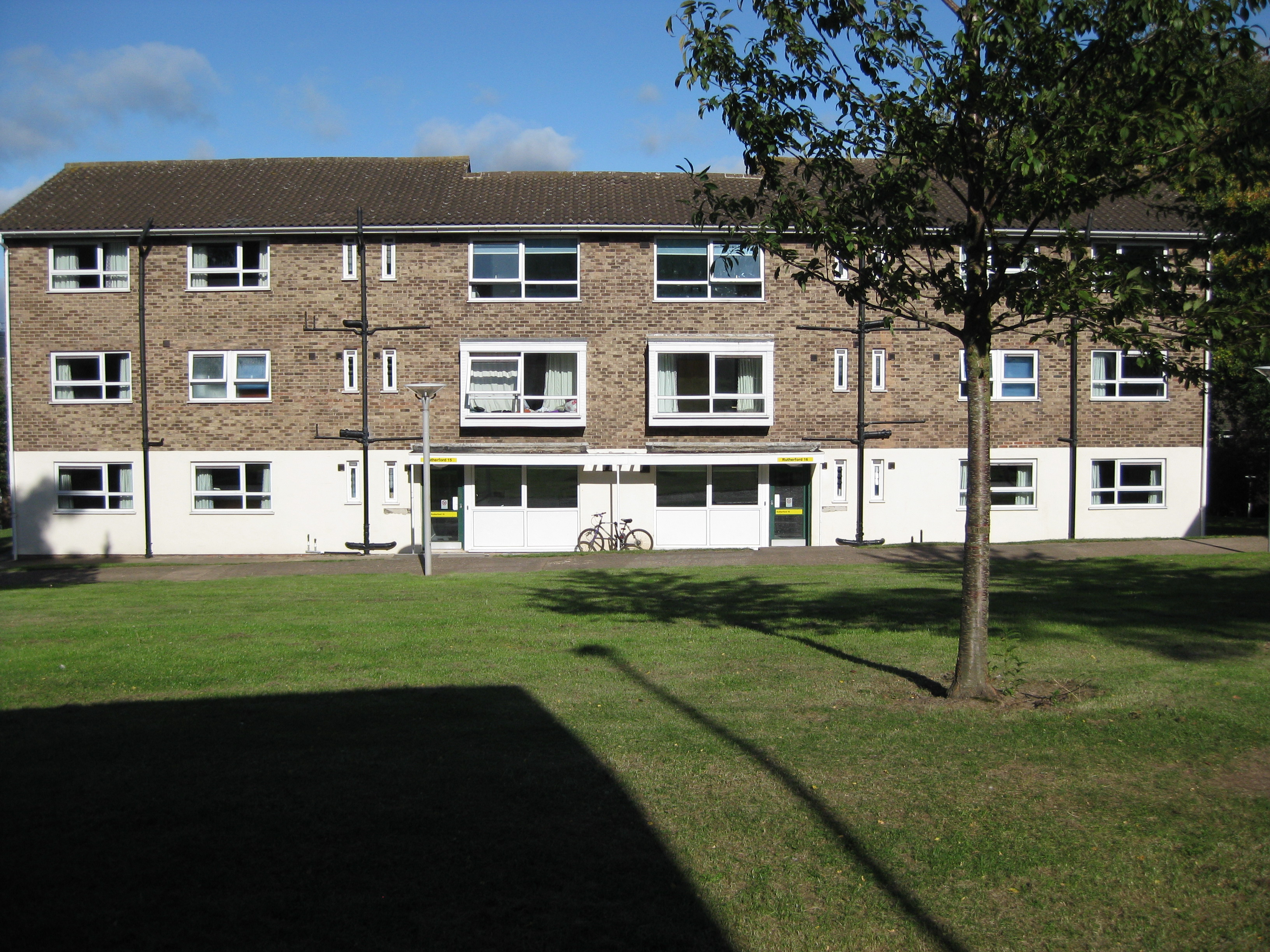
رذرفورد هول
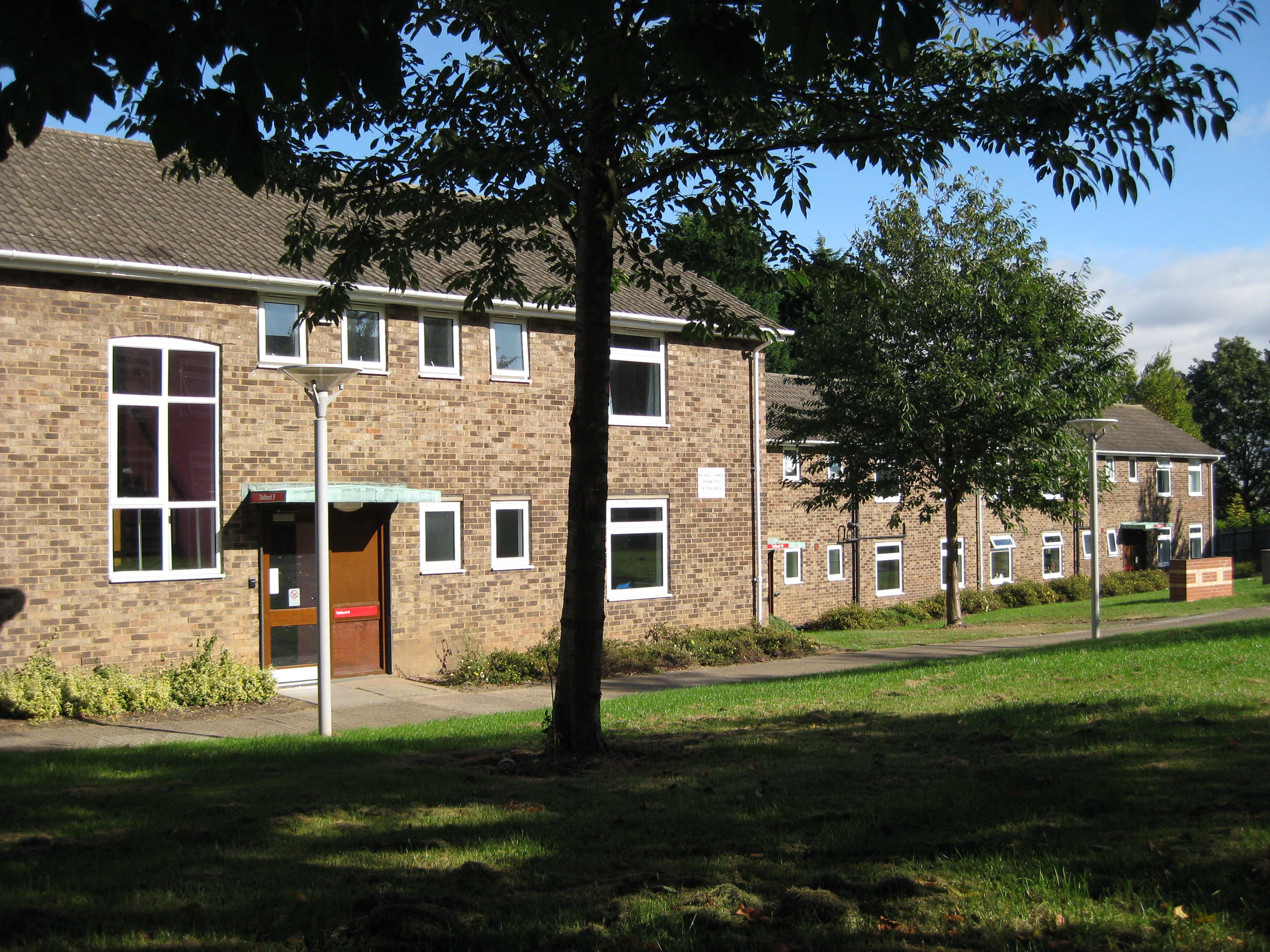
فاراداي هول
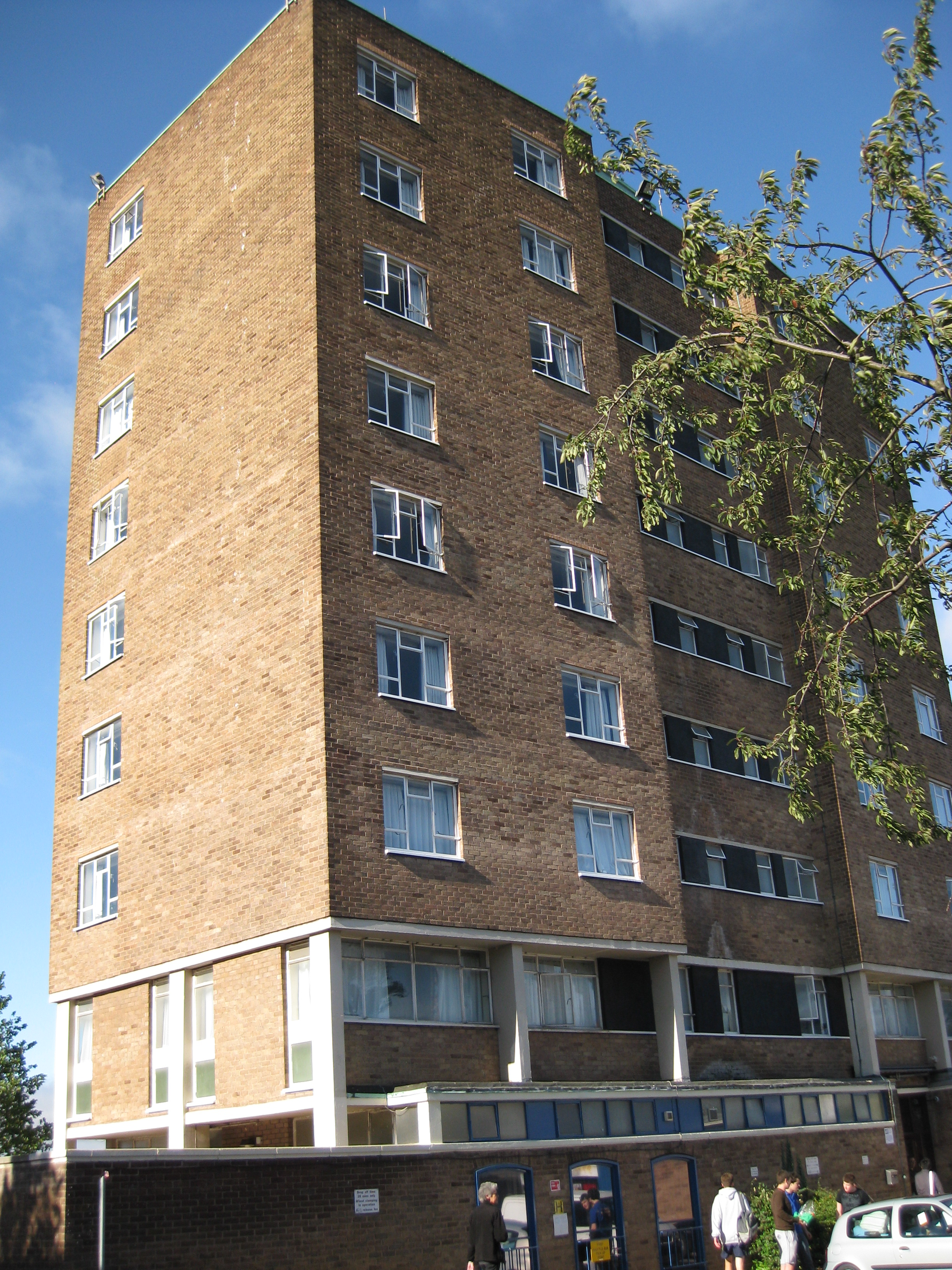
برج ويتوورث، الآن جزء من رذرفورد هول

### مرافق اللياقة البدنية
يوجد في جامعة لوبورو قاعتان رياضيتان رئيسيتان هما؛ بوربيس وهولي ويل.

## قيادة الجامعة

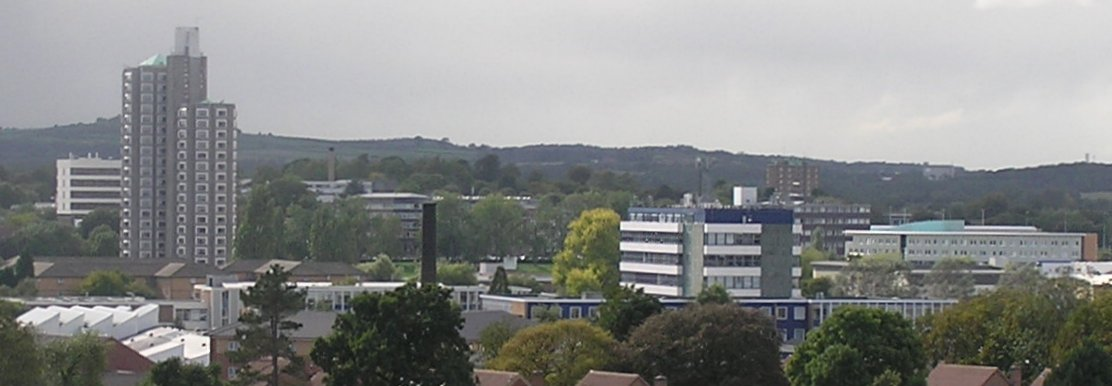
حرم جامعة لوبورو من برج كاريلون في المدينة.

### رؤساء المحافظين
- إيه إيه بومبوس (1909-1925)
- بي بي بارو (1925-1934)
- وليام باستارد (1934-1936)
- دبليو رايت (1936-1940)
- السير روبرت مارتن (1940-1952)
- السير هارولد ويست (1952–1957)
- السير إدوارد هربرت (1957-1963)
- السير هربرت مانزوني (1963-1966)
- عميد السير بي آر (1992-2015)

### المستشارون
- اللورد بيلكنجتون (1966-1980)[22]
- سير أرنولد هول (1980-1989)
- السير دينيس روك (1989-2003)
- السير جون جينينغز (2003-2010)
- السير نايجل رود (2010-2016)
- اللورد سيباستيان كو (2017–)

### المدراء
- قوانين اللجنة الفرعية (1909-1915)
- هربرت شوفيلد (1915-1950)
- اللواء WF Hasted (1951–1952)
- سعادة فالكنر وجي دبليو بريدجمان وسي دي بنتلي («ثلاثي مؤقت» من يناير إلى سبتمبر 1952)
- قائد الجناح سعادة فالكنر (1952-1953) (بالوكالة)
- هربرت هاسليجريف (1953-1966)

### نواب المستشارين
- هربرت هاسليجريف (1966-1967)
- إلفين ج. ريتشاردز (1967–1975)
- السير كليفورد بتلر (1975-1985)
- جون جي فيليبس (1986-1987)
- السير ديفيد ديفيز (1988-1993)
- السير ديفيد والاس (1994-2005)
- شيرلي بيرس (2006-2012)
- روبرت أليسون (2012–)

## البرامج الدولية
وقعت جامعة لوبورو وبرنامج المنح الدراسية بولاشاك في كازاخستان اتفاقية تعاون في عام 2018. تمكن الاتفاقية طلاب الماجستير والدكتوراه الذين يدرسون من الدراسة في الحرمين الجامعيين للجامعة في إيست ميدلاندز ولندن.

## خريجون ملحوظون

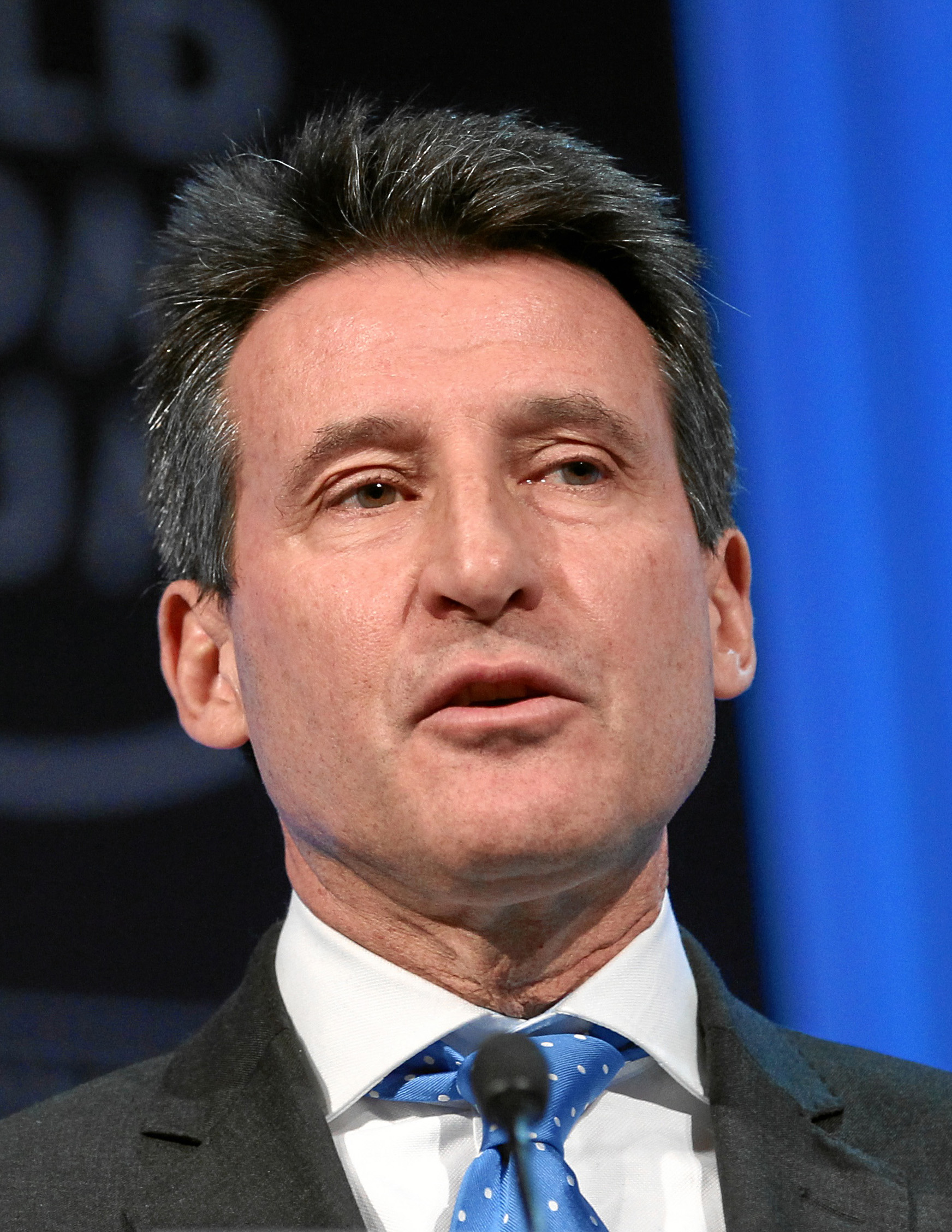
سيباستيان كو، رياضي أولمبي والمستشار الحالي لجامعة لوبورو
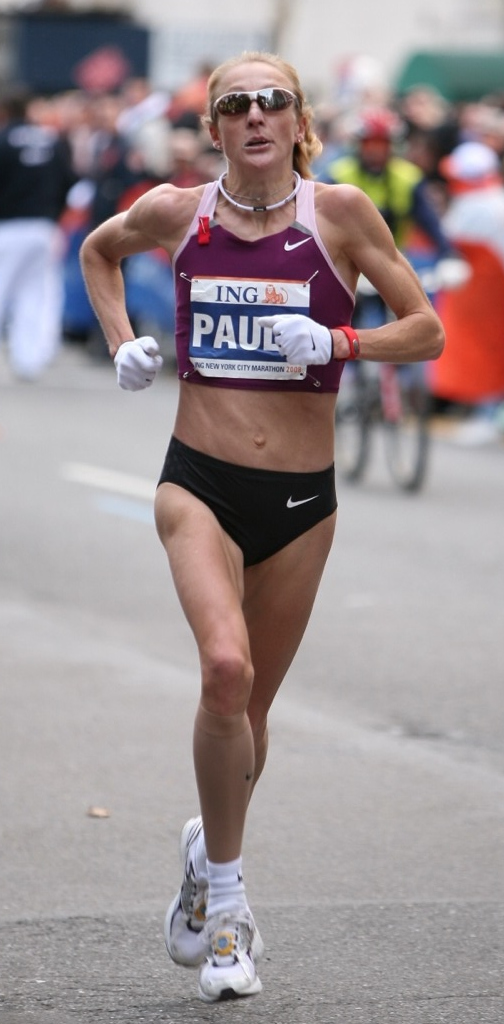
بولا رادكليف، الفائزة بثلاث مرات في ماراثون لندن
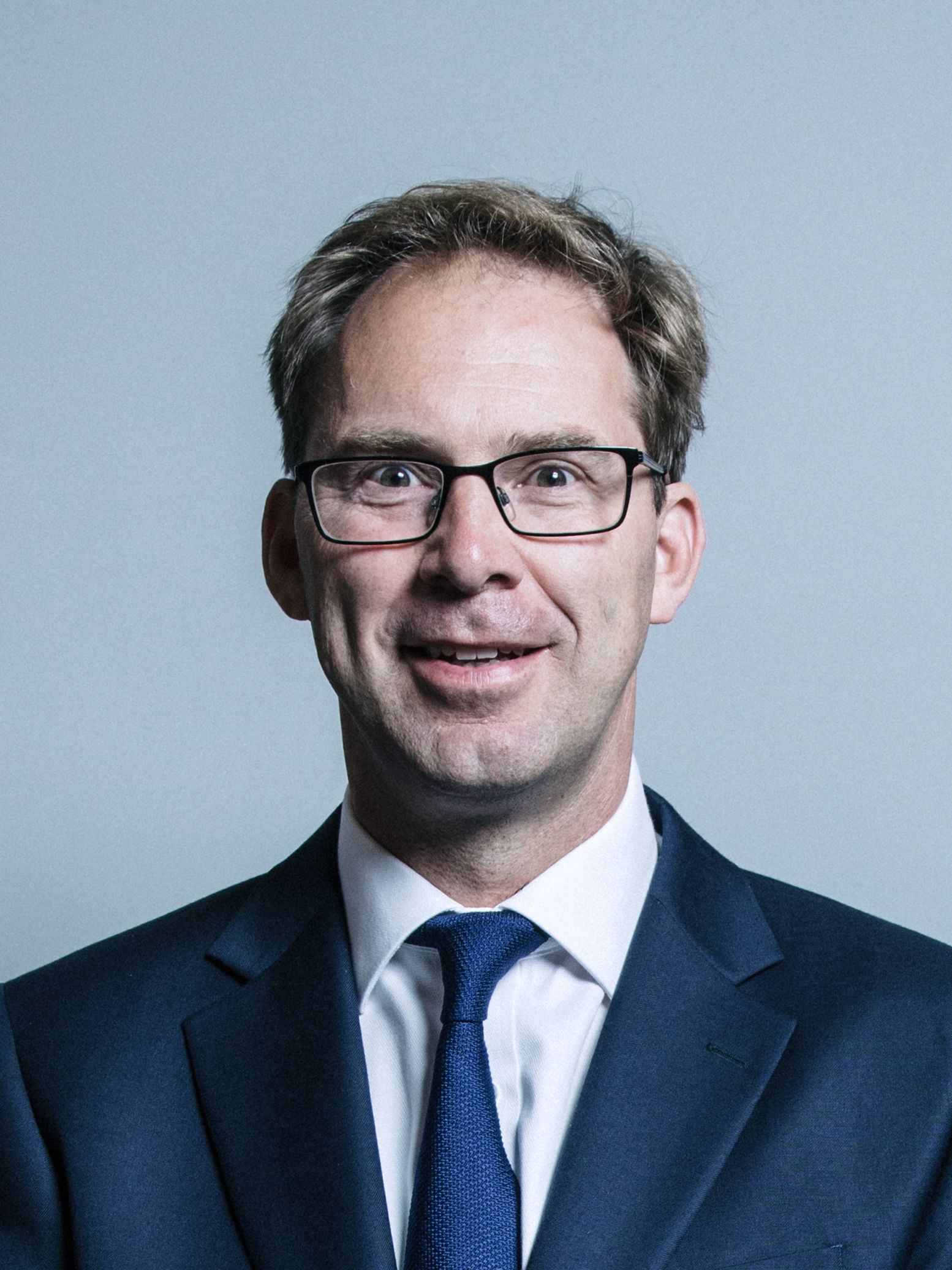
توبياس إلوود، عضو برلمان حزب المحافظين (المملكة المتحدة)
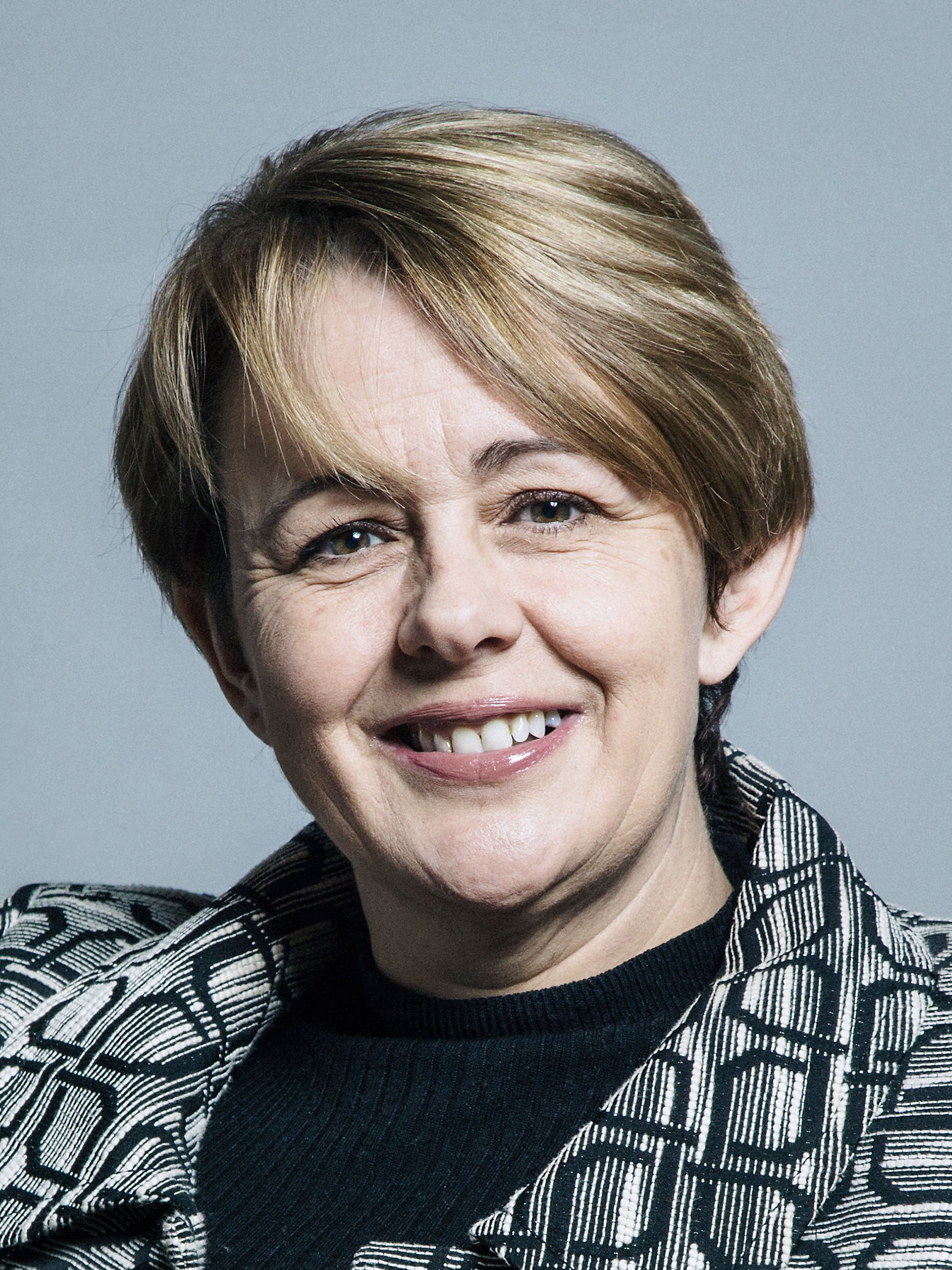
تاني غراي-تومبسون، سياسي ومتسابق سابق على كرسي متحرك
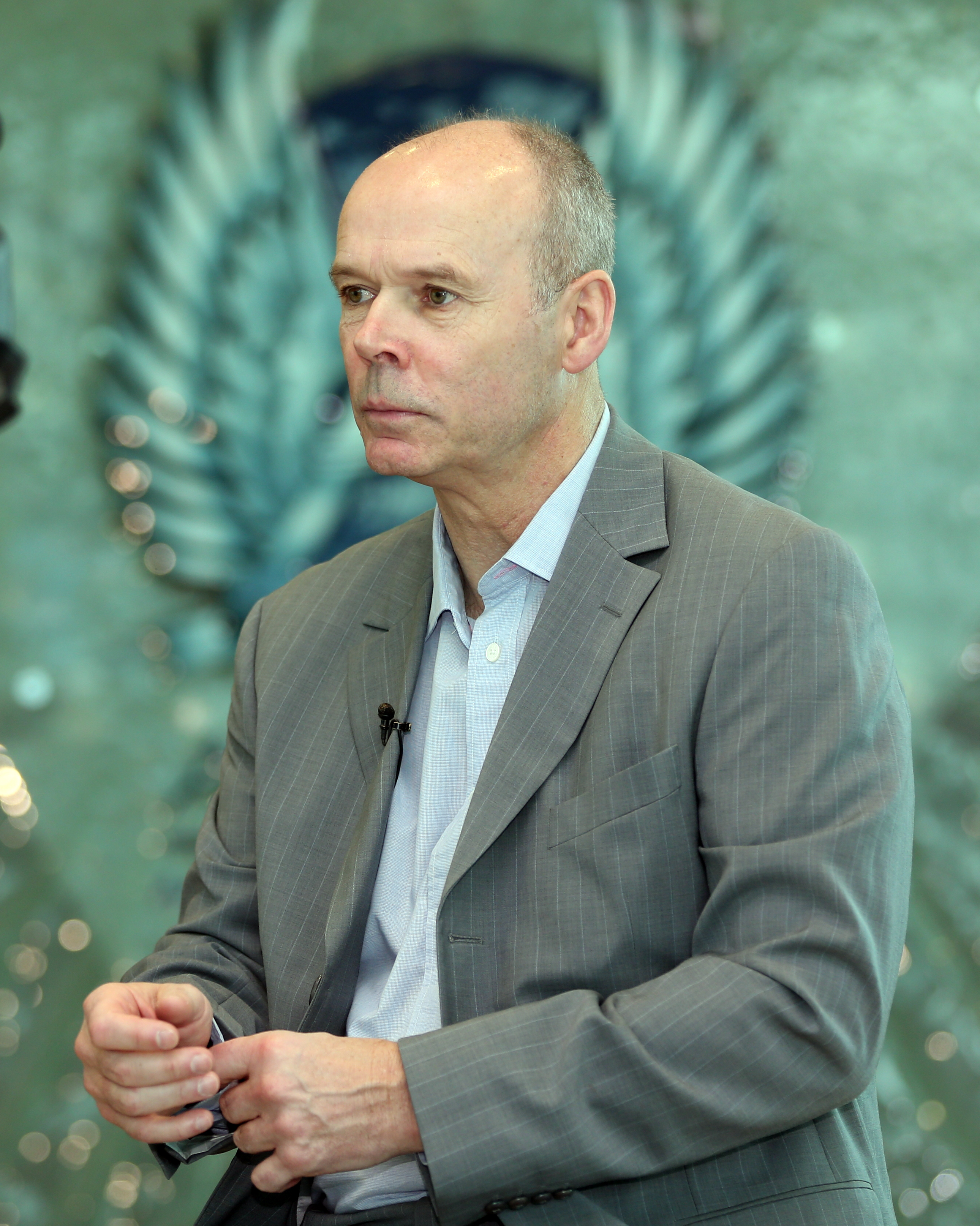
كلايف وودورد، لاعب ومدرب اتحاد الرجبي السابق

## مؤسسة شريكة

### ماليزيا
- جامعة تونكو عبد الرحمن[24]

## قراءة إضافية
- LM Cantor & GF Matthews (1977) Loughborough from College to University: A History of Higher Education at Loughborough، 1909–666(ردمك 0-902761-19-6).
- ليونارد كانتور (1990) جامعة لوبورو للتكنولوجيا: الماضي والحاضر ASIN B0011T8ABK.

## وصلات خارجية
- الموقع الرسمي للجامعة
- مكتبة الجامعة
- الموقع الرسمي لاتحاد الطلبة نسخة محفوظة 9 أغسطس 2013 على موقع واي باك مشين.